# Miroslav Jurek
Miroslav Jurek (ur. 28 marca 1935 w Boskovicach) – czechosłowacki lekkoatleta, długodystansowiec.
Specjalizował się w biegu na 5000 metrów. Na tym dystansie był 7. podczas mistrzostw Europy w Sztokholmie (1958). Podczas igrzysk olimpijskich w Rzymie (1960) zajął 5. miejsce w swoim biegu eliminacyjnym i odpadł z dalszej rywalizacji (awans uzyskiwało 3 najlepszych zawodników z każdego przedbiegu, Jurek uzyskał 27. czas spośród wszystkich biegaczy). 12. zawodnik mistrzostw Europy w Belgradzie (1962). Wielokrotny mistrz Czechosłowacji.
28 sierpnia 1958 w Göteborgu ustanowił rekord kraju w biegu na 5000 metrów, poprawiając czasem 13:52,2 o prawie 5 sekund rezultat Emila Zátopka. Wynik Jurka został wyrównany w 1964 przez Josefa Tomáša, a w 1969 poprawił go Stanislav Petr.
Reprezentował klub Spartak Uherské Hradiště.